# Мануель Пресіадо Ребольєдо
Мануель Пресіадо Ребольєдо (ісп. Manuel Preciado Rebolledo, 28 серпня 1957, Ель-Астієро — 6 червня 2012, Суека), відомий як Маноло Пресіадо (ісп. Manolo Preciado) — іспанський футболіст, який грав на позиції лівого захисника. По завершенні ігрової кар'єри — тренер.

## Клубна кар'єра
Народився 28 серпня 1957 року в Ель-Астієро. Вихованець футбольної школи клубу «Расінг» (Сантандер). Дорослу футбольну кар'єру розпочав 1978 року в основній команді того ж клубу на рівні Сегунди, в якій провів чотири сезони, взявши участь у 115 матчах чемпіонату, включаючи сезон 1981/82, який команда проводила в елітній Ла-Лізі. Більшість часу, проведеного у складі «Расінга», був основним гравцем захисту команди.
Згодом у 1982–1985 роках знову грав у Сегунді, захищаючи кольори команд «Лінарес» та «Мальорка», після чого у другій половині 1980-х виступав за «Алавес» та «Оренсе» на рівні третього італійського дивізіону.
Завершив ігрову кар'єру у 1987—1992 роках виступами на тому ж рівні за «Торрелавегу».

## Виступи за збірну
1980 року залучався до складу молодіжної збірної Іспанії.

## Кар'єра тренера
1995 року очолив тренерський штаб команди «Торрелавега», яку привів до перемоги у четвертому за силою іспанському дивізіоні.
Згодом працював з командою «Расінг Сантандер Б», а 2002 року очолив тренерський штаб головної команди рідного клубу, яка під його керівництвом провела другу половину сезону 2002/03, успішно виконавши завдання зі збереження прописки у Ла-Лізі.
Попри цей успіх тренер залишив команду і протягом 2003–2005 років працював на рівні Сегунди з командами «Леванте» та «Реал Мурсія», здобувши із першою з них 2004 року підвищення в класі.
Сезон 2005/06 знову проводив на чолі «Расінга», який і цього разу із складнощами, але зберіг місце в Ла-Лізі. 
Влітку 2006 року був запрошений керівництвом друголігового хіхонського «Спортінга» очолити його команду. За два роки, у 2008, вивів команду до найвищого іспанського дивізіону, де воне не грала попередні десять років. Того року отримав Приз Мігеля Муньйоса як найкращий тренер Сегунди. Під його керівництвом «Спортінг», попри найменший бюджет з усіх команд Ла-Ліги, зумів закріпитися у найвищому дивізіоні, щоразу перебувавючи поряд із зоною вильоту, але зберігаючи місце в еліті іспанського футболу. 2 квітня 2011 року «Спортінг» Мануелья Пресіадо спенсаційно у гостьовій грі здолав із рахунком 1:0 «Реал Мадрид» Жозе Моурінью, що стало першою поразкою команди під керівництвом португальського спеціаліста у домашній грі в рамках чемпіонату за дев'ять років. За цей час очолювані Моурінью «Порту», «Челсі», «Інтернаціонале» і «Реал» провели 150 таких ігор (125 перемог і 25 нічиїх).
Залишив «Спортінг» 31 січня 2012 року після розгромної поразки 1:5 від «Реал Сосьєдада». Його команда на той час ішла на передостанньому місці Ла-Ліги.
6 червня 2012 року був офіційно призначений головним тренером «Вільярреала», команди, що як і його попередній «Спортінг», вибула з найвищого дивізіону за результатами сезону 2011/12. Утім увечорі того ж дня новопризначеного тренера було знайдено мертвим у його готельному номері в Суеці. Причиною смерті 54-річного спеціаліста було названо інфаркт міокарда.

## Титули і досягнення
- Приз Мігеля Муньйоса (Сегунда): 2007/08